# Elongatosybra flava
Elongatosybra flava là một loài bọ cánh cứng trong họ Cerambycidae.